# تعاون

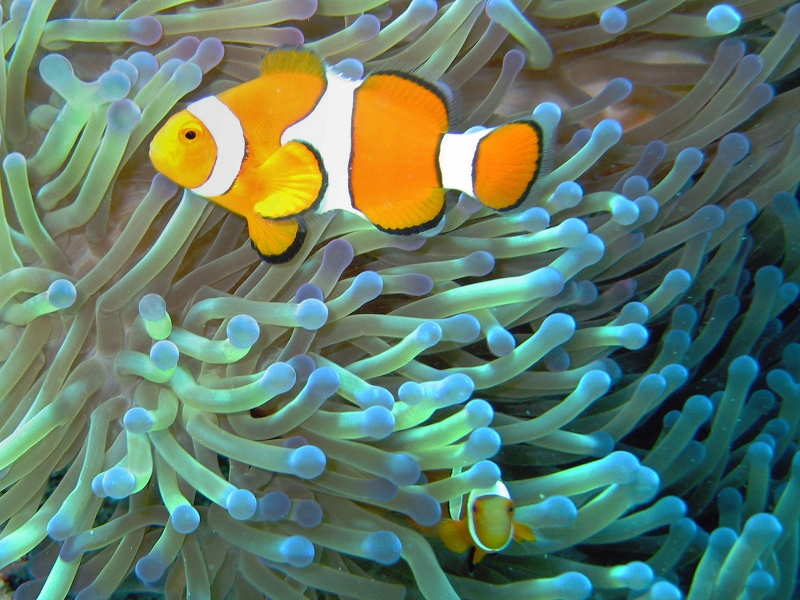

التعاون، بحسب علم الاجتماع، هو آلية تقوم بها المجموعة من المتعضيات تعمل معاً بدافع المنفعة المشتركة. وهو بعكس التنافس الذي تكون فيه المنفعة الشخصية هي الدافع. ويكون التعاون بين متعضيات أصناف نفسها أو مع أصناف أخرى. مثلا، النحلة تتعاون مع الزهرة لصنع العسل ولتخصيب الزهرات الأخرى.
وفي اللغة: العون هو الظَّهير على الأمر، وأعانه على الشَّيء: ساعده، واستعان فلانٌ فلانًا وبه: طلب منه العون. وتعاون القوم: أعان بعضهم بعضًا. والمعْوانُ: الحَسَن المعُونة للنَّاس، أو كثيرها.

## التعاون الإنساني
ارتباط مجموعة من الأفراد على أساس من الحقوق والالتزامات المتساوية لمواجهة وللتغلب على ما قد يعترضهم من المشاكل الاقتصادية أو الاجتماعية أو السياسية أو القانونية ذات الارتباط الوثيق المباشر بمستوى معيشتهم الاقتصادية والاجتماعية سواء كانوا منتجين أو مستهلكين.
والتعاون هو تجميع للقوى الاقتصادية الفردية وهو كذلك سلوك إنساني شوهد في مختلف العصور البشرية، لجأ إليه الإنسان في التعاون.
وقد كان في الماضي والحاضر وسيلة للدفاع عن الحقوق لمكافحة الظروف الاقتصادية السيئة نتيجة النظم الاقتصادية المختلفة منذ بدء ظهور الثورة الصناعية والتطور التجاري في العالم مما ساعد على ظهور طبقات الإقطاعيين واللبيراليين والاشتراكيين.

### أنواع التعاون الإنساني
التعاون التقليدي:
يسعى هذا النوع من التعاون إلى إنشاء مجتمعات تعاونية، وبرامجه تتلخص
في تكوين جمعيات محلية تعمل للحصول على الفائض لمصلحة الأفراد من الأرباح، والمرحلة الثانية تكوين جمعيات الاتجار بالجملة والمرحلة الثالثة العمل
على الحصول على الأرض من أجل إنتاج الحبوب والفواكه وغيرها كما يسعى
مفكرو هذا النوع من التعاون بأن يمتلك المتعاونون وسائل الإنتاج قصد الحصول على منتوج جيد ومنخفض التكلفة.
صور من التعاون:
يتعاون الأطفال كما يتعاون الكبار، ويقدمون خدماتهم على قدر طاقتهم وجهدهم، وكل مجهود مهما كان صغيرا يكون نافعا ومفيدا، ومن صور التعاون التي يمكن للصغار أن يقوموا بها:
- مساعدة الوالدين في أعمال المنزل وتلبية طلبات الأسرة.
- تنظيم حجرة نومك وتنظيفها.
- المحافظة على البيئة المحيطة بك والمرافق العامة.
- الحرص على نظافة الشارع وجماله بعدم إلقاء المهملات فيه.
- الاشتراك في الجمعيات المدرسية التي تخدم الطلاب وتقدم لهم العون.
- مساعدة عجوز في عبور الطريق.
- إعانة المحتاجين من زملائك بكل صورة ممكنة.
- نشر الفضيلة والسلوك الطيب بين زملائك.
- تقديم النصح لزملائك الذين يسلكون سلوكا غير أخلاقي.

· فوائد التعاون:
- ازدياد الروابط الأخوية بين الزملاء.
- إنجاز الأعمال في أسرع وقت وفي صورة جيدة، حيث يؤدى كل فرد ما يجيده ويحسن عمله.
- توفير الوقت وتنظيم الجهد، فبدلا من أن يتحمل فرد واحد مسؤولية إنجاز عمل ما، فإنه يوزع على آخرين لإنجازه، وهذا يعنى مجهودا أقل ووقتا أقل.
- إظهار القوة والتماسك، فالمتعاونون يصعب هزيمتهم، مثلهم مثل العصا يمكن كسرها إن كانت واحدة، ويصعب كسر مجموعة من العصى المترابطة.
- نيل رضا الله، لأن الله في عون العبد ما دام العبد في عون أخيه.
- يد الله مع الجماعة: فالله يكون معهم، وما دام الله معهم فلن يخسروا، ويكون النجاح حليفهم.
- القضاء على الأنانية وحب الذات، حيث يقدم كل إنسان ما عنده ويبذله للآخر عن حب وإيمان.

### أقاويل في التعاون
- إما يتعلم البشر كيف يعيشون كالأخوة أو يموتون كالبهائم. - ماكس ليرنر
- الأمر الوحيد الذي سيحرر البشرية هو التعاون. - بيرتراند روسيل
- من يفعل الخير لغيره يفعله لنفسه أيضاً. - سينيكا
- لم نأتِ إلى هذا العالم من أجل أنفسنا، بل كل منا هنا من أجل الآخر. - جيف وارنر
- يمكن للقوة فقط أن تتعاون، أما الضعف فلا يسعه إلا أن يتوسل -دوايت د. آيزنهاور
- لست رجلاً ناجحاً بذاتي، لا يسعني نسيان أولئك الذين ضحوا من أجلي لأكون ما أنا عليه =الآن جيسي هيل
- غاية الحياة الإنسانية خدمة الآخرين والتعاطف معهم والرغبة في مساعدتهم- ألبرت شفايتزر

#### في الأدب
- يقول الطغرائي:«أعلل النفس بالآمال أرقبها * * * ماأضيق العيش لولا فسحة الأمل»[بحاجة لدقة أكثر]
- يقول أبو الطيب المتنبي:«ذو العقل يشقى في النعيم بعقله * * * وأخو الجهالة في الشقاوة ينعم»[بحاجة لدقة أكثر]

## التعاون في الإسلام
التَّعاون في الاصطلاح هو: (المساعدة على الحقِّ ابتغاء الأجر مِن الله سبحانه).
ولقد جاءت نصوص الشَّريعة بالخطاب الجماعي، فقوله تعالى: ((يَا أَيُّهَا الَّذِينَ آمَنُوَاْ)) وردت (89) مرَّة، وقوله: ((أَيُّهَا النَّاسُ)) عشرين مرَّة، وقوله: ((بَنِي آدَمَ)) خمس مرَّات، دلالة على أهمية الاجتماع والتَّعاون والتَّكامل.

### في القرآن
- وقد أمر الله تعالى المؤمنين بالتعاون وحثهم على ذلك، فقال:{ وَتَعَاوَنُواْ عَلَى الْبرِّ وَالتَّقْوَى وَلاَ تَعَاوَنُواْ عَلَى الإِثْمِ وَالْعُدْوَانِ وَاتَّقُواْ اللّهَ إِنَّ اللّهَ شَدِيدُ الْعِقَابِ} ~[المائدة: 2].
- <nowiki>وقال الله ايضًا: { قَالَ مَا مَكَّنِّي فِيهِ رَبِّي خَيْرٌ فَأَعِينُونِي بِقُوَّةٍ أَجْعَلْ بَيْنَكُمْ وَبَيْنَهُمْ رَدْمًا } [الكهف: 95]</ nowiki>[6]
- وايضًا: { وَاجْعَلْ لِي وَزِيرًا مِنْ أَهْلِي * هَارُونَ أَخِي * اشْدُدْ بِهِ أَزْرِي * وَأَشْرِكْهُ فِي أَمْرِي } [طه: 29 - 32][6]

قال ابن كثير في تفسيره: (يأمر تعالى عباده المؤمنين بالمعاونة على فعل الخيرات، وهو البرُّ، وترك المنكرات وهو التَّقوى، وينهاهم عن التَّناصر على الباطل، والتَّعاون على المآثم والمحارم).
وقال القرطبي: (هو أمرٌ لجميع الخَلْق بالتَّعاون على البرِّ والتَّقوى، أي ليُعن بعضكم بعضًا، وتحاثُّوا على ما أمر الله تعالى واعملوا به، وانتهوا عمَّا نهى الله عنه وامتنعوا منه، وهذا موافقٌ لما رُوِي عن النَّبيِّ ﷺ أنَّه قال: ((الدَّالُّ على الخير كفاعله))... وقال الماورديُّ: ندب الله سبحانه إلى التَّعاون بالبرِّ، وقرنه بالتَّقوى له؛ لأنَّ في التَّقوى رضا الله تعالى، وفي البرِّ رضا النَّاس، ومَن جمع بين رضا الله تعالى ورضا النَّاس فقد تمَّت سعادته، وعمَّت نعمته).

### في السنة
- وقد حثَّ النَّبيُّ ﷺ على التَّعاون ودعا إليه، فقال: ((مَن كان معه فضل ظهر، فليعد به على مَن لا ظهر له، ومَن كان له فضلٌ مِن زاد فليعد به على مَن لا زاد له)).[9]

- وشبَّه المؤمنين في اتِّحادهم وتعاونهم بالجسد الواحد، فقال: ((مثل المؤمنين في توادِّهم وتراحمهم وتعاطفهم مثل الجسد؛ إذا اشتكى منه عضوٌ تداعى له سائر الجسد بالسَّهر والحمَّى)).
- وقال ﷺ: ((المؤمن للمؤمن كالبنيان يشدُّ بعضه بعضًا)). يقول ابن الجوزي عن هذا الحديث: (ظاهره الإخبار، ومعناه الأمر، وهو تحريضٌ على التَّعاون)
- وعن أبي هريرة  قال: قال رسول الله ﷺ: ((مَن نفَّس عن مؤمن كُرْبَةً مِن كُرَبِ الدُّنْيا نفَّس الله عنه كُرْبَةً مِن كُرَبِ يوم القيامة، ومَن يسَّر على معسر، يسَّر الله عليه في الدُّنْيا والآخرة، ومَن ستر مسلمًا ستره الله في الدُّنْيا والآخرة. والله في عون العبد ما كان العبد في عون أخيه...)).
قال ابن دقيق العيد: (هذا الحديث عظيم جامع لأنواعٍ مِن العلوم والقواعد والآداب، فيه فضل قضاء حوائج المسلمين ونفعهم بما يتيسَّر مِن عِلْم أو مال أو معاونة أو إشارة بمصلحة أو نصيحة أو غير ذلك).
وقال ابن حجر (في الحديث حضٌّ على التَّعاون وحسن التَّعاشر والألفة).
- وقال ﷺ: ((يد الله مع الجماعة)).
- وحثَّ على معونة الخدم ومساعدتهم، فقال: ((ولا تكلِّفوهم ما يغلبهم، فإن كلَّفتموهم فأعينوهم)).
_(قال ابن خويز منداد في أحكامه: والتَّعاون على البِرِّ والتَّقوى يكون بوجوهٍ، فواجبٌ على العالم أن يعين النَّاس بعلمه فيعلِّمهم، ويعينهم الغني بماله، والشُّجاع بشجاعته في سبيل الله، وأن يكون المسلمون متظاهرين كاليد الواحدة ((المؤمنون تتكافؤ دماؤهم ويسعى بذمَّتهم أدناهم وهم يدٌ على مَن سواهم)). ويجب الإعراض عن المتعدِّي وترك النُّصرة له، وردُّه عمَّا هو عليه)).

### التعاون في خُلق النبيﷺ
- عن البراء بن عازب  قال: (كان النَّبيُّ ﷺ ينقل التُّراب يوم الخندق حتى أغمر بطنه أو أغبر بطنه...).[16]
- وعن عائشة  قالت: ((كان النَّبيُّ صلى الله عليه وسلم يكون في مَهْنة أهله، فإذا حضرت الصَّلاة قام إلى الصَّلاة)).[17]
- وقد كان النَّبيُّ ﷺ يسعى لقضاء حوائج المسلمين، ويحبُّ إعانتهم، والوقوف معهم فيما يلمُّ بهم مِن نوازل، وكان مجبولًا على ذلك مِن صغره وقبل بعثته، وقد بيَّنت ذلك أمُّنا خديجة  عندما كانت تخفِّف مِن روع النَّبيِّ ﷺ عند عودته مِن غار حراء بعد نزول الوحي عليه، وكان فزعًا، فقالت له: (كلا والله ما يخزيك الله أبدًا، إنَّك لتصل الرَّحم، وتحمل الكلَّ، وتكسب المعدوم، وتقري الضَّيف، وتعين على نوائب الحقِّ).[10]

### أنواع التعاون
ينقسم التَّعاون إلى نوعين:
1- تعاون على البرِّ والتَّقوى.
2- تعاون على الإثم والعدوان.
قال ابن تيمية: (فإنَّ التَّعاون نوعان: الأوَّل: تعاونٌ على البرِّ والتَّقوى: مِن الجهاد وإقامة الحدود، واستيفاء الحقوق، وإعطاء المستحقِّين؛ فهذا ممَّا أمر الله به ورسوله. ومَن أمسك عنه خشية أن يكون مِن أعوان الظَّلمة فقد ترك فرضًا على الأعيان، أو على الكفاية متوهِّمًا أنَّه متورِّعٌ. وما أكثر ما يشتبه الجبن والفشل بالورع؛ إذ كلٌّ منهما كفٌّ وإمساكٌ.
والثَّاني: تعاونٌ على الإثم والعدوان، كالإعانة على دمٍ معصومٍ، أو أخذ مالٍ معصومٍ، أو ضرب مَن لا يستحقُّ الضَّرب، ونحو ذلك؛ فهذا الذي حرَّمه الله ورسوله. نعم، إذا كانت الأموال قد أُخِذَت بغير حقٍّ، وقد تعذَّر ردُّها إلى أصحابها، ككثيرٍ مِن الأموال السُّلطانيَّة؛ فالإعانة على صرف هذه الأموال في مصالح المسلمين كسداد الثُّغور، ونفقة المقاتلة، ونحو ذلك: مِن الإعانة على البرِّ والتَّقوى).

### ميادين التعاون
(هذا بعض البسط لصورٍ مِن التَّعاون في أحكام الإسلام وآدابه، وإذا استجلاها رجل الدَّعوة عرف ضرورة التَّعاون وحاجته إليه في ميدانه ومجاله.
فالصَّلوات الخمس جماعة وجمعة، وصلاة العيدين وآدابهما، والحج بشعائره، وعقد النكاح بوليمته وآدابه، وعقيقة المولود، وإجابة الدَّعوى حتى للصَّائم، كلُّها مناشط عباديَّة اجتماعيَّة تعاونيَّة، ولا تكون صورتها الشَّرعية إلَّا كذلك.
وينضمُّ إلى اجتماع الأعياد اجتماع الشدائد والكرب في صلوات الاستسقاء والكسوف والجنازة.
إنَّه انتظام عجيب بين أهل الإسلام في مواطن السُّرور والحزن، ناهيك بصورة الأخوَّة، ومبدأ الشُّورى، وحقوق المسلمين فيما بينهم؛ في القربى والجوار والضَّيف وابن السَّبيل واليتامى والمساكين، مع ما يحيط بذلك مِن سياج الآداب الاجتماعيَّة؛ مِن إفشاء السَّلام، وفسح المجالس...
أمَّا أنواع المعاملات والتَّعاملات فذلك جليٌّ في عقود المضاربة والعارية والهبة والمهاداة وفرض الدِّية على العاقلة.
وثمَّة صورٌ مِن المعاونات في كفِّ الظُّلم، ونصرة المظلوم، ودفع الصَّائل بسلاح أو مال. بل هل يقوم الجهاد، وتُقام الحدود، وتُستوفى الحقوق، ويقوم الأمر بالمعروف والنهي عن المنكر إلَّا بالتَّعاون والتآزر.
وهناك التَّعاون بالرَّأي، بما يدلُّ على الحقِّ، ويخرج مِن الحيرة، وينقذ مِن المأزق والهلكة، في النَّصيحة والمشاورة، وقد يكون تعاونًا بالجاه؛ مِن الشَّفاعة لذي الحاجة عند من يملك قضاءها...
فإذا وضع المسلمون أيديهم على هذه الأسباب الوثيقة، يتقدَّمهم أولو الأمر والعلماء والدُّعاة، بلغوا المكانة المحفوفة بالعزَّة المشار إليها بقوله سبحانه: ((وَلِلَّهِ الْعِزَّةُ وَلِرَسُولِهِ وَلِلْمُؤْمِنِينَ)) [المنافقون: 8]).

## موانع أو معوقات التعاون
الأنانيَّة وعدم حبِّ الخير للآخرين وتنافس الأفراد، محبة الصَّدارة والزَّعامة وغيرها مِن حظوظ النَّفس، الكَسَل، الحسد للآخرين، تعذُّر الفرد بانشغاله وكثرة أعماله، التَّعصُّب والتحزُّب واتِّباع الأوهام والشُّكوك في مدى جدوى هذا التعاون والاستفادة منه، سوء الظَّن بالآخرين، الكبر على الآخرين، وتوهُّم الفرد أنَّه أعظم مِن غيره